# Mong Attila
Mong Attila (Lovasberény, 1968–) magyar újságíró, a tényfeltáró újságírás egyik magyarországi képviselője.

## Pályafutása
Gyermekkorában is újságírónak, pontosabban sportriporternek készült. A székesfehérvári Teleki Blanka Gimnáziumban érettségizett. 1987-ben lett a Budapesti Külkereskedelmi Főiskola hallgatója. A főiskola közben részt vett a Magyar Újságírók Országos Szövetsége (MÚOSZ) újságíróképzésén, de annak színvonalával elégedetlen volt és ezért kimaradt. A főiskola elvégzése után Párizsban volt ösztöndíjas. Két évig üzleti témájú előadásokat hallgatott, de közben az Institut des Études Politiques de Paris főiskola kurzusait is látogatta.
Magyarországra visszaérkezvén két évig a reklámszakmában dolgozott. Ezután a Magyar Rádióhoz (MR) ment. A közrádiótól 1998-ban a Magyar Televízióhoz (MTV) került, ahol szerkesztő-riporter volt az Aktuális c. hírműsornál és szerkesztő-műsorvezető a Szabad Verseny című gazdasági magazinnál. Ez idő alatt állandó külsős szerzője volt a Figyelőnek, és dolgozott a Kreatív magazinnak is.
2000-től az InfoRádió műsorvezetője. 2005 és 2007 júniusa között a német Spiegel-csoporthoz tartozó Manager Magazin magyar kiadásának volt a főszerkesztője. A lap átalakítása után az InfoRádióban vezette az Aréna című riportműsort. 2010 februárjától az MR műsorvezetője és riportere lett. Baló György helyét vette át a 180 perc című reggeli hírműsorban.
2010. december 21-én egyperces némasággal tüntetett a 180 percben az Országgyűlés által aznap elfogadott, sok vitát kiváltó új médiatörvény ellen. Gazsó L. Ferenc, a Kossuth Rádió adófőszerkesztője a történteket magánakciónak, a nárcizmus és az exhibicionizmus megnyilvánulásának minősítette. Az MR ezután felfüggesztette állásából és munkajogi eljárást indított ellene valamint a műsort szerkesztő Bogár Zsolt ellen. Később az eljárás megszüntették, ám mégis távozott az MR-től.
2011. május 16-tól 2012. május 1-jéig az Origo internetes újság Komment.hu rovatát vezette. 2012 áprilisától az Átlátszó.hu főszerkesztő-helyettesese. 2012 szeptemberétől egy évig a Stanford Egyetem John S. Knight-ösztöndíjasa Kaliforniában.

## Művei
- Milliárdok mágusai – A brókerbotrány titkai (Sanoma Budapest Zrt., 2003) György Bencével közösen. ISBN 9789632129709
- János vitéz a Gulágon (Helikon, 2008) Történelmi oknyomozó könyv. ISBN 9789632271736
- Az ártatlanok kora (Elektromedia, 2009) Vajda Évával közösen. ISBN 9789638824028
- Oknyomozó újságírás (Független Médiaközpont, 2009) Tanári kézikönyv, hallgatói tankönyv és CD. Vajda Évával közösen.[9]
- Kádár hitele. A magyar államadósság története 1956–1990 (Libri, 2012) ISBN 9789633101285

## Díjai
- 2004: Gőbölyös Soma-díj a K&H-botrányról a Figyelő című újságban megjelent cikkeiért
- 2004: Joseph Pulitzer-emlékdíj a Milliárdok mágusai című könyvért

## Külső hivatkozások
- Mong Attila blogja
- Régebbi mikroblogja